# Kingston & District Football League
Kingston & District Football League är en engelsk fotbollsliga baserad i Kingston upon Thames-området i sydvästra London och i Surrey, grundad 1896. Den har tre divisioner och toppdivisionen Premier Division ligger på nivå 14 i det engelska ligasystemet.
Vinnaren av Premier Division kan flyttas upp till Surrey South Eastern Combination.